# بخش پربهانی
بخش پربهانی (به انگلیسی: Parbhani district) یک منطقهٔ مسکونی در هند است که در بخش اورنگ آباد واقع شده‌است. بخش پربهانی ۶٬۲۵۱ کیلومتر مربع مساحت و ۱٬۸۳۶٬۰۸۶ نفر جمعیت دارد.